# Ярославцев, Владимир Григорьевич
Влади́мир Григо́рьевич Яросла́вцев (род. 20 марта 1952, Ленинград, СССР) — советский и российский юрист, специалист по трудовому праву. Кандидат юридических наук (1990). Судья Конституционного суда Российской Федерации (1994—2022). Заслуженный юрист Российской Федерации.

## Биография
Родился в Ленинграде 20 марта 1952 года.
В 1977 году с отличием окончил юридический факультет Ленинградского государственного университета имени А. А. Жданова.
До учёбы в университете работал секретарём судебных заседаний Октябрьского районного суда Ленинграда (1969—1970 годы) и служил в Советской Армии (1970—1972 годы).
После окончания университета в течение года работал в отделе юстиции исполкома городского Совета народных депутатов Ленинграда на должности консультанта, а затем около семи лет находился в должности народного судьи Красносельского районного народного суда города Ленинграда (1978—1985 годы).
С марта 1985 года по 24 октября 1994 года — судья Ленинградского городского суда.
В 1990 году в ЛГУ имени А. А. Жданова под научным руководством кандидата юридических наук, доцента С. П. Маврина защитил диссертацию на соискание учёной степени кандидата юридических наук по теме «Индивидуальные трудовые споры в Великобритании: органы и порядок разрешения» (специальность 12.00.05 — трудовое право, право социального обеспечения); официальные оппоненты — доктор юридических наук, профессор И. Я. Киселёв и кандидат юридических наук, доцент Е. В. Магницкая; ведущая организация — Ленинградский финансово-экономический институт имени Н. А. Вознесенского.
С 25 октября 1994 года — судья Конституционного суда Российской Федерации. 14 февраля 1995 года включён в состав первой палаты КС. Был председателем комиссии по международным связям Конституционного суда Российской Федерации и членом президиума Совета судей Российской Федерации. С 1 апреля 2022 года в связи с достижением предельного возраста вышел в отставку.

## Деятельность в качестве конституционного судьи
В 2005 году Конституционный суд подтвердил конституционность закона о новом порядке назначения высших должностных лиц субъектов Российской Федерации законодательными органами по предложению президента России. Ярославцев же считал данный закон неконституционным и в своём особом мнении написал:

В заключение хотелось бы выразить озабоченность тем обстоятельством, что государство, созидаемое на основе «управляемой» демократии и «властной» вертикали, о чём свидетельствует и новый порядок наделения полномочиями глав субъектов Российской Федерации, все больше преобразуется в «мегамашину», то есть в общество, которое, включая всех своих членов, уподобляется огромной централизованно управляемой машине. Однако при всей своей привлекательности государство-«мегамашина» с неизбежностью обречено на саморазрушение, в основе которого лежит отторжение народа от власти, сопровождающееся приходом к управлению «мегамашиной» любого, кому будет «даровано» право доступа к ней на многочисленных уровнях бюрократической администрации. В связи с этим возникает закономерный вопрос: мы сознательно участвуем в подобном эксперименте или действуем как всегда — «не ведая, что творим»?— 
31 августа 2009 года Ярославцев дал интервью испанской газете El Pais под заголовком «В России правят органы безопасности, как в советские времена». В частности, он заявил, что «судебная власть в России за время президентства Владимира Путина и его преемника Дмитрия Медведева превратилась в инструмент на службе исполнительной власти», «законодательные органы парализованы», «центр принятия решений находится в администрации президента». «Я чувствую себя среди руин правосудия»,— сказал Ярославцев, резко раскритиковав при этом принятое накануне определение КС об отказе в рассмотрении жалобы корреспондента журнала New Times Натальи Морарь, которой ФСБ запретила въезд в Россию. Владимир Ярославцев, проголосовавший против этого решения, заявил El Pais, что «это профанация правосудия», означающая, что «органы безопасности могут делать, что хотят, а судам остается только утверждать их решения».
В октябре 2009 года был подвергнут критике на пленуме КС, о чём высказался судья Анатолий Кононов в интервью газете «Собеседник»: «А Ярославцева в лучших традициях уже „высекли“ на нашем пленуме».
1 декабря 2009 года Совет судей Российской Федерации принял самоотвод Ярославцева с поста представителя КС РФ в этой структуре. Несмотря на критику коллег, остался в составе Конституционного суда РФ, в то время, как его коллега, Анатолий Кононов, сложил свои полномочия 1 января 2010 года.
В январе 2017 года выступил с особым мнением по делу о компенсации Россией ущерба бывшим акционерам ЮКОСа (КС разрешил её не выплачивать): обратившийся в суд Минюст должен был обжаловать решение ЕСПЧ в международных инстанциях, а не искать «упрощенный» выход в российском Конституционном суде.

## Санкции
С 11 июня 2023 года находится под персональными сакциями Украины.

## Награды
- Орден Дружбы (25 октября 2021 года) — за большой вклад в развитие конституционного правосудия в Российской Федерации и многолетнюю плодотворную деятельность[11].
- Заслуженный юрист Российской Федерации (30 мая 2002 года) — за заслуги в укреплении законности и многолетнюю добросовестную работу[12].
- Почётная грамота Президента Российской Федерации (19 октября 2011 года) — за заслуги в укреплении законности, развитии конституционного правосудия, обеспечении деятельности Конституционного суда Российской Федерации и многолетнюю добросовестную работу[13]
- Медаль «За укрепление парламентского сотрудничества» (19 мая 2016 года, Межпарламентская ассамблея СНГ) — за особый вклад в развитие парламентаризма, укрепление демократии, обеспечение прав и свобод граждан в государствах — участниках Содружества Независимых Государств[14]
- Юбилейная медаль «МПА СНГ. 25 лет» (13 октября 2017 года, Межпарламентская ассамблея СНГ) — за заслуги в деле развития и укрепления парламентаризма, за вклад в развитие и совершенствование правовых основ функционирования Содружества Независимых Государств, укрепление международных связей и межпарламентского сотрудничества[15]

## Квалификационный класс
- Высший квалификационный класс судьи (27 февраля 1995 года)[16].

## Научные труды

### Монографии
- Ярославцев В. Г. Нравственное правосудие и судейское правотворчество. — М.: Юстицинформ, 2007. — 304 с. ISBN 5-7205-0790-6

### Статьи
- Ярославцев В. Г. Формирование промышленных трибуналов в Великобритании // Вестник ЛГУ. — 1989. — № 3.
- Ярославцев В. Г. Основания увольнения трудящихся по трудовому законодательству Великобритании // Вестник ЛГУ. Сер. 6. Рукопись депонирована в ИНИОН № 42499 от 25.07.1990.